# Veliko Brdo (Makarska)
Veliko Brdo je prigradsko naselje grada Makarske, smješteno na obroncima planine Biokovo, zapadno od grada. Prema popisu iz 2011. godine, naselje je imalo 408 stanovnika, premda se procjenjuje da je danas stanovništvo mnogo brojnije. 

## Stanovništvo
| broj stanovnika | 212   | 238   | 255   | 311   | 385   | 418   | 418   | 438   | 391   | 401   | 386   | 276   | 214   | 215   | 335   | 408   | 492   |
|                 | 1857. | 1869. | 1880. | 1890. | 1900. | 1910. | 1921. | 1931. | 1948. | 1953. | 1961. | 1971. | 1981. | 1991. | 2001. | 2011. | 2021. |

## Urbanistički i komunalni problemi
Naselje ima komunalnih i prometnih problema kao nedostatak kanalizacije i javnog gradskog prijevoza.
Naselje nema nijedan ugostiteljski objekt, osnovnu školu i trg. Naselje nema zaštićenih zelenih površina, kao parkova,ali sadržava klupe, groblje, sadržava kante za smeće i reklamni panoa.
Sve ulice su dio Ulice Mate Vladića koja nema nogostup, semafore i nogostupe. Sadržava znakove i pješaćke prijelaze. Uz cestu su tek skromni spomenici iz zadnja dva rata i nekoliko betonskih igrališta.
Glavnom ulicom luksuznog naselja sagrađenim od ekskluzivnih urbanih vila koje su izgrađene odmah jedne do druge. Mnoge su poslužile kao kulise u spotovima zabavne glazbe.

## Arhitektura i znamenitosti
- Župna crkva Svetog Jeronima, župna crkva
- Crkva sv. Mihovila

## Povijest
Veliko Brdo je pretrpjelo veliku materijalnu štetu u katastrofalnom požaru u rujnu 2008., tijekom kojeg je lokalno stanovništvo bilo evakuirano. U prosincu iste godine obavljena je djelomična sanacija izgorjele površine.

## Poznate osobe
- Nikola Gojak (Gojaković, Nimičić), ljetopisac

## Vanjske poveznice
- Grad Makarska